# District de Mungwi
Le district de Mungwi est un district de Zambie, situé dans la Province Septentrionale. Sa capitale se situe à Mungwi. Selon le recensement zambien de 2000, le district a une population de 112 977 personnes.